# ヘンナー・ヘンケル
ヘンナー・ヘンケル（Henner Henkel, 1915年10月9日 - 1943年1月13日）は、ドイツの男子テニス選手。1937年の全仏選手権で男子シングルスとダブルスの単複2冠を獲得した選手で、1930年代に最初の黄金期を迎えたドイツ・テニス界を代表する選手であった。全仏選手権を単複制覇した1937年に、日本を訪れたこともある。強力なグラウンド・ストロークと卓越したボレーの技術で、当時の世界ランキング3位につけていたが、第二次世界大戦で戦死した。現在のポーランド・ポズナン出身。

## 経歴
ヘンナー・ヘンケルには、同じドイツ男子の先輩選手としてゴットフリート・フォン・クラム（1909年 - 1976年）がいた。ヘンケルよりも6歳年上のフォン・クラムは1934年と1936年に全仏選手権で2勝を挙げたが、ウィンブルドン選手権では1935年から1937年の3年連続で準優勝に終わった人である。1937年の全仏選手権では後輩のヘンケルが活躍し、男子シングルス決勝でヘンリー・オースチン（イギリス）を 6-1, 6-4, 6-3 で破って初優勝した。男子ダブルスでもヘンケルとフォン・クラムがペアを組んで優勝し、ヘンケルはこの大会で単複2冠を獲得した。続くウィンブルドン選手権では、ヘンケルは男子シングルス準々決勝でフランク・パーカー（アメリカ）に敗れ、フォン・クラムとのダブルスでも準決勝でドン・バッジ&ジーン・マコ（ともにアメリカ）組に敗れた。4大大会年間最終戦の全米選手権男子ダブルス決勝で、ヘンケル&フォン・クラム組がバッジ&マコ組を 6-4, 7-5, 6-4 のストレートで下し、2人は1937年度の4大大会で男子ダブルス2冠を獲得した。
この年に、ヘンケルはフォン・クラムと2人の女子選手とともに日本を訪れた。ドイツ選手の一行は大阪、東京、名古屋の3会場で「日独対抗戦」に出場し、甲子園コートで開かれた全日本テニス選手権にも出場した。当時の日本のエースだった山岸二郎が2人の挑戦を受け、シングルス準決勝でヘンケルは山岸に敗れたが、決勝でフォン・クラムが山岸に 7-9, 6-4, 6-4, 6-4 の逆転勝利を収めた。ダブルスではヘンケルとフォン・クラムの組が、山岸と村上麗蔵（同じ慶應義塾大学の選手）の組に勝った。全日本テニス選手権のタイトルを外国選手に奪われることは、当時の日本では屈辱とみなされていたが、ヘンケルとフォン・クラムは昭和初期の日本で世界のテニスを紹介した名選手の中に数えられる。
ドイツはアドルフ・ヒトラーの支配のもと、1939年から第2次世界大戦に突入する。ヘンケルもヒトラーの軍隊に徴兵され、1942年夏から始まったソ連軍とドイツ軍によるスターリングラード攻防戦にて、1943年1月13日に27歳で戦死した。